# ثابت البناء الدقيق

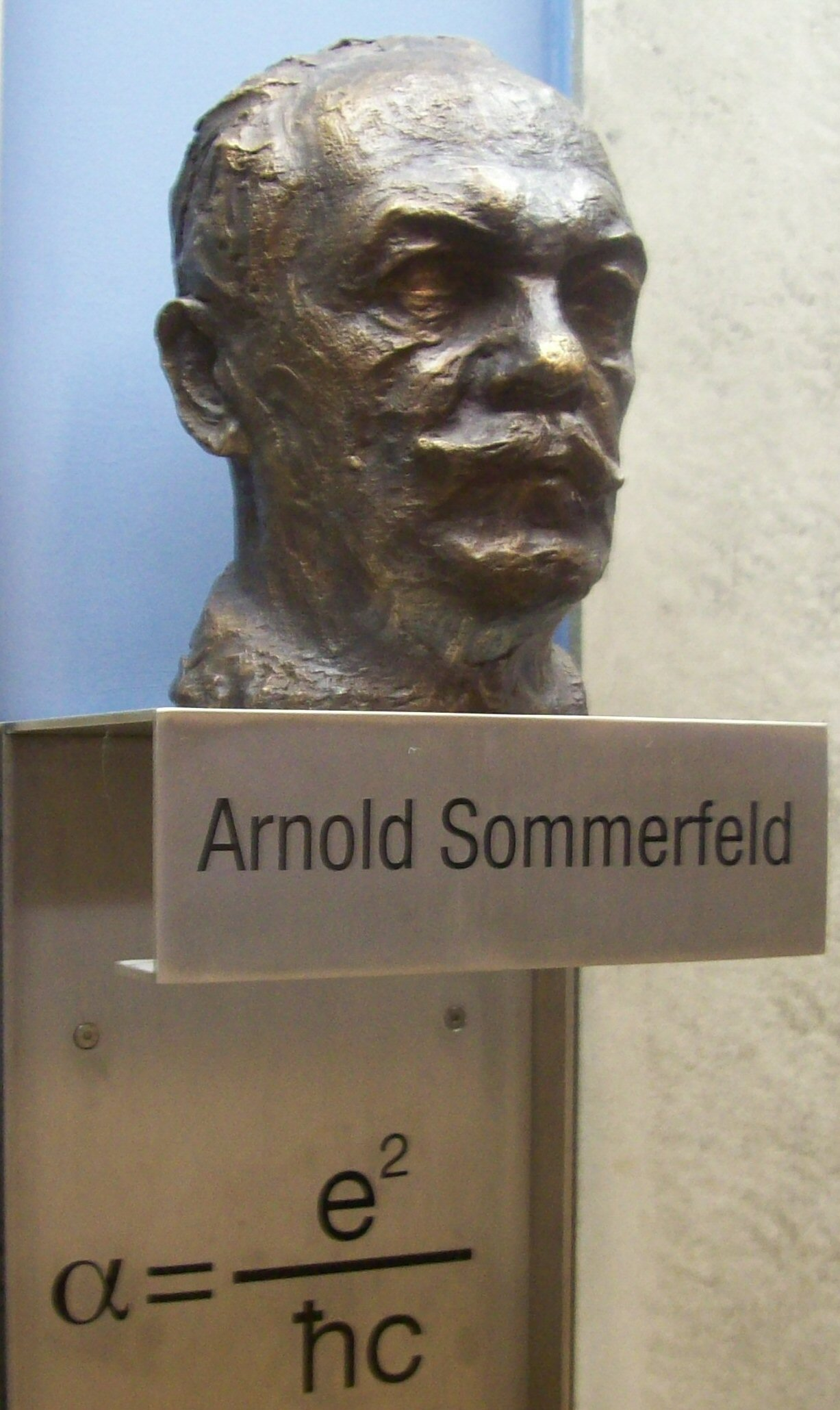

ثابت البنية الدقيقة في الفيزياء (بالإنجليزية: fine-structure constant)‏ هو احد الثوابت الرئيسية في الفيزياء حيث أنه "ثابت ربط " يعين شدة القوة النووية الضعيفة ( التآثر الكهرومغناطيسي) ؛ أي مثلا قوة ربط فوتون بالإلكترون. ويرمز لثابت البنية الدقيقة عادة α حيث أنها كمية مطلقة ليس لها وحدات، هي مجرد عدد. وقد أدخل العالم الألماني أرنولد سومرفيلد ثابت البنية الدقيقة في الفيزياء الذرية عام 1916، وبواسطته أمكن تفسير طيف المواد حيث يلعب دورًا هامًا في حركة الإلكترون حول نواة الذرة. اعتبر سومرفيلد الرقم 1/137 - المسمى α - يأنه نسبة سرعة الإلكترون في مداره حول نواة الذرة إلى سرعة الضوء.

## تعريف
يعرف ثابت البنية الدقيقة α بالمعادلة:
{\displaystyle \alpha ={\frac {e^{2}}{(4\pi \varepsilon _{0})\hbar c}}={\frac {e^{2}c\mu _{0}}{2h}}={\frac {k_{\mathrm {e} }e^{2}}{\hbar c}},}
حيث:
- e الشحنة الأولية;
- ħ = h/2π ثابت بلانك المخفض ;
- c سرعة الضوء في الفراغ;
- ε0 سماحية الفراغ الكهربائية ;
- µ0 نفاذية الفراغ المغناطيسية ;
- ke ثابت كولوم.

وطبقا لنظام وحدات سنتيمتر-جرام-ثانية cgs تعرف وحدة الشحنة الكهربية بثابت كولوم ke وكذلك معامل السماحية الكهربائية 4πε0 يكون كل منهما مساويا 1 وبذلك تكون عددا مطلقا (ليس له وحدات) .
وعلى ذلك نحصل على معادلة ثابت البناء الدقيق في صورته المختصرة:
{\displaystyle \alpha ={\frac {e^{2}}{\hbar c}}}
وهو ثابت يكثر استخدامه في الفيزياء.
في الديناميكا الكهربية الكمومية quantum electrodynamic، يرمز ثابت البنية الدقيقة إلى القوة التي يتزاوج بها جسيم القوة الكهرومغناطيسية ، الفوتون ، مع جسيم أولي مشحون ، مثل الإلكترون . لذلك ، فإن ثابت الاقتران الكهرومغناطيسي هو الذي يحدد مدى القوة (الطاردة أو الجذابة) بين الجسيمات المشحونة كهربائيًا ، ومدى سرعة العمليات المستحثة كهرومغناطيسيًا ، على سبيل المثال، سرعة انبعاث الضوء من الإلكترون.

## تاريخه
أدخل أرنولد سومرفيلد ثابت البناء الدقيق في معادلاته عام 1916 لتكملة نظريته عن حيود خطوط الطيف للذرات عن تقديرات نموذج بور لبناء الذرة الناتجة عن تأثيرات النظرية النسبية الخاصة لأينشتاين. وكان أول تفسير لهذا الثابت هو أنه النسبة بين سرعة الإلكترون في المدار الأول في نموذج بوهر إلى سرعة الضوء في الفراغ.

وبالتالي فكان ثابت البناء الدقيق يعتبر النسبة بين الزخم الزاوي الأقصى التي تسمح به النظرية النسبية لمدار الإلكترون في الذرة وبين أقل زخم زاوي طبقًا لحسابات ميكانيكا الكم. ويظهر هذا الثابت طبيعيًا في تحليل سومرفيلد عند تعيين سعة انشقاق خطوط لايمان في طيف الهيدروجين.
كما توجد عدة تفسيرات أخرى، ولكنها جميعًا تعود على البناء الدقيق للذرات وتأثيره على الإلكترونات.

## مقداره
طبقًا لبيانات لجنة بيانات العلوم والتكنولوجيا الصادرة عام 2006، فقد سجلت قيمة الثابت α كالآتي:

{\displaystyle \alpha ={\frac {e^{2}}{\hbar c\ 4\pi \varepsilon _{0}}}=7.297\,352\,5376(50)\times 10^{-3}={\frac {1}{137.035\,999\,679(94)}}.}
أو بالتقريب:
{\displaystyle \alpha ={\frac {1}{137}}}
وقد توصل العلماء إلى ثابت البنية الدقيقة من دراستهم لأطياف العناصر الكيميائية وعلى الأخص الهيدروجين (حيث أنه أبسط الذرات)، فعن طريق ثابت البنية الدقيقة يمكن حساب مقدار انفصال مستويات الطاقة في الذرة، وما ينتج منها من أشعة عندما يقفز الإلكترون من مستوى عالي في الذرة إلى مستوى منخفض. كذلك نجح العلماء في تفسير خطوط الطيف المختلفة التي يدل كل منها على عنصر كيميائي بعينه بالحساب النظري الذي يستخدم ميكانيكا الكم.
فإن طيف عنصر ما هو بصمة تعرّف هذا العنصر ، وبتحديد طيف نجم مثلا يمكن للعلماء معرفة العناصر المكونة له.

## مقارنة بين القوى الأساسية للفيزياء
لا يمكن مقارنة قوة التفاعل الكهرومغناطيسي بشكل مباشر إلا مع الجاذبية ، نظرًا لأن كلا القوتين يخضعان لنفس "قانون المسافة": تقل قوةالجذب أو التنافر مع زيادة مربع المسافة.
إذا أردنا تحديد قوة الجاذبية بين جسيمين أوليين بواسطة ثابت الجاذبية في رقم بلا أبعاد مثل ثابت البنية الدقيقة ، فإن هذه القيمة تعتمد على كتلة الجسيمين الأوليين. يتم الحصول على عدد بلا أبعاد أكبر للقوة بين بروتونين ضخمين نسبيًا مقارنة بالقوة بين إلكترونين. ولكن حتى بالنسبة للتجاذب بين بروتونين ، يحصل المرء فقط على المعادلة:
{\displaystyle \alpha _{G}\ ={\frac {G\,m_{p}^{2}}{\hbar \,c}}\ \approx \ 5{,}9\cdot 10^{-39}.}
بمقارنة هذه القيمة بثابت البنية الدقيقة ، والذي يعطي قوة التنافر الكهربائي بين البروتونين ، يرى المرء أن القوة الكهرومغناطيسي أقوى من قوة الجاذبية بحوالي 10 36  مرة.
القوة النووية القوية له ثابت اقتران : قوة الربط بين بروتونين في نواة الذرة تعتبر في هذه المقارنة تساوي :
{\displaystyle \alpha _{s}\ \cong \ 1.}

## اقرأ أيضا
- ثابت بلانك
- نصف قطر بور
- خط هيدروجين
- ذرة الهيدروجين
- هيكل دقيق
- بنية فائقة الدقة
- طول موجة كومبتون
- نصف القطر التقليدي للإلكترون